# 亜沙
亜沙（アサ、1987年12月18日 - ）は、日本のミュージシャン。VOCALOIDを使用した楽曲動画投稿者（ボカロP）の一人で、和楽器バンドのベーシスト。作詞家、作曲家。

## 経歴（和楽器バンド）
- 2013年 鈴華ゆう子with和楽器バンドを結成。
- 2014年 メジャーデビューアルバム『ボカロ三昧』をリリース。
- 2015年 テレビ朝日『ミュージックステーション 』初出演。
- 2015年 セカンドアルバム『八奏絵巻』をリリース。オリコンウィークリーチャート首位を獲得する。
- 2016年 初の日本武道館単独公演を行う。
- 2017年 初の東京体育館単独公演を2days行う。
- 2018年 初の横浜アリーナ単独公演を行う。
- 2019年 初のさいたまスーパーアリーナ単独公演を2days行う。
- 2020年 COVID-19の影響を受け冬季公演としては延期となったが、同年夏季に横浜アリーナで2days単独公演を行う。自粛期間後、アリーナ規模で行われるライブとしては初めて公演を行うアーティストとなった。
- 2021年 日本武道館にて2days単独公演を行う。

和楽器バンドでは自身が作曲した「吉原ラメント」のサイドボーカルを担当している。
その他和楽器バンドの曲を多数書いている。

## 経歴（ソロ）
- 2012年 UTAU曲、重音テト『吉原ラメント』を投稿。同楽曲は小林幸子がカバーするほか、楽曲を原作にノベライズ(アルファポリス)やドラマCD化(CV.小野友樹)も果たした。
- 2013年 1stアルバム『吉原ラメント〜唄い手盤〜』をリリース。
- 2014年 2ndアルバム『吉原ラメント～UTAU盤～』をリリース。
- 2015年 「EXIT TUNES ACADEMY 日本武道館 2015」に出演。
- 2016年 3rdアルバム『明正フィロソフィア』をリリース。本人歌唱による初のフルアルバム。[2]
- 2017年
  - 4thアルバム『麗人オートマタ』をリリース。
  - 個人のアクセサリーブランド『Automata Crown』を開設[注釈 1]。
- 2018年 ベストアルバム『1987』をリリース。
- 2021年 5thアルバム『令和イデオロギー』をリリース。

## 人物
- 髪が長く、名前やルックスで女性と思われがちだが男性である。
- 一人称は俺、僕、亜沙さん。
- ソロ活動では、ベースだけでなくボーカルもこなしている。
- 和楽器バンドのメンバーに眠っている姿をよく撮影されており、ファンの間では「寝ることが好き」というイメージが定着している。[3]
- 見た目に反し、声が非常に低い。自作の「吉原ラメント」を歌う際のキーは－6。
- 身長は171cm前後。

## ベーシストとして
- F BASS、XOTiC等の5弦ベースを使用。
- 演奏の際は基本的にはピック弾きである。

## ディスコグラフィー

### 配信限定シングル
| 発売日        | タイトル                      | レーベル               |
| ------------- | ----------------------------- | ---------------------- |
| 2022年2月27日 | 魔王                          | ポニーキャニオン       |
| 2022年5月20日 | 盲目スレッド feat. 重音テト   | ポニーキャニオン       |
| 2022年12月2日 | 花街暗中膝栗毛 feat. 重音テト | ポニーキャニオン       |
| 2023年3月11日 | 変身シンドローム              | ブシロードミュージック |
| 2023年8月19日 | 吉原ラメント 再来盤           | ASIAN WAVE RECORD      |
| 2024年3月1日  | 幻想老街                      | 株式会社EMP            |

### 参加作品
| 発売日         | タイトル                                                                   | 収録曲                              | 備考 |
| -------------- | -------------------------------------------------------------------------- | ----------------------------------- | ---- |
| 2012年12月5日  | EXIT TUNES PRESENTS UTAUSEKAI                                              | 吉原ラメント / 亜沙 feat.重音テト   |      |
| 2013年7月17日  | TVアニメ「ゆゆ式」キャラクターソングアルバム いちげんめ!                   | friends feat.亜沙 / 津田美波        |      |
| 2013年12月18日 | EXIT TUNES PRESENTS イケメンボイスパラダイス 7                             | 新宿ソリチュード / 亜沙 feat.じんけ |      |
| 2019年3月20日  | 亜沙,佐藤優介『TVアニメ「臨死!!江古田ちゃん」エンディングテーマ曲・第8話』 | 労働者のバラッド                    |      |
| 2021年1月1日   | luz『紡縁 (feat. 亜沙)』                                                   | 紡縁 (feat. 亜沙)                   |      |

## 楽曲提供
- 浦島坂田船　(センラ)
色恋（作詞・作曲・編曲）
- 浦島坂田船(うらたぬき)
誘惑　(作詞・作曲・編曲)
- ツインレッド(CV:上坂すみれ)
レッドブレイバー（作詞・作曲・編曲）テレビアニメ『俺、ツインテールになります。』キャラクターソング
- 櫟井唯(CV:津田美波)
friends（作詞・作曲・編曲）テレビアニメ『ゆゆ式』キャラクターソング
- Daisy×Daisy
水面（作詞・作曲・編曲）
きっと宇宙の片隅で（作詞・作曲・編曲）
- 少女☆歌劇 レヴュースタァライト
追って追われてシリウス（作曲・編曲）
- いれいす
春は麗し舞え桜吹雪（作詞・作曲・編曲）
百鬼夜行(作詞･作曲･編曲)

## ソロ活動 (亜沙バンド)メンバー
ライブはサポートメンバーを加えたバンド編成で行われ、ライブの都度メンバーが変化する。

### ギター
- 広末慧
全ライブに参加。ライブでは主にリードギターを担当。
ソロ活動において、ほとんどの楽曲のギターレコーディングも担当している。
- 坂本光久
- 町屋（和楽器バンド）
- KO-TA（SWANKY DANK）
- ポンデ王子

### ドラム
- 山葵（和楽器バンド）
『明正フィロソフィア』収録『明正フィロソフィー』『吉原ラメント』のレコーディングも担当。
- 優一 (ex.shulla)
- 山田祐大 (ex.Runners-Hi)

## 主なライブ

### ワンマンライブ・主催イベント
- 2014年 - 亜沙Solo Live 乙炎上
- 2014年 - 亜沙バースデー企画 花魁道中膝栗毛
- 2015年 - 亜沙バースデーライブ 明正革命〜維新の宴〜
- 2016年 
  - 明正フィロソフィア リリースパーティー
  - 明鏡止水
- 2017年
  - 麗人オートマタ リリース記念
  - 愁久哀歌　　
  - 亜沙バースデーライブ 明正モダニズム
- 2018年 - 東名阪ツアー 鏡花水月
- 2019年 - 東名阪+福岡ツアー　～あなたの乗る電車を待っていた～
- 2020年 - 亜沙バースデーライブ茜色の語った夢噺